# Lise Nørgaard
Lise Nørgaard (născută Elise Jensen; n. 14 iunie 1917, Roskilde, regiunea Sjælland, Danemarca – d. 1 ianuarie 2023, Humlebæk⁠(d), Regiunea Hovedstaden, Danemarca) a fost o jurnalistă daneză și scriitoare cunoscută pentru portretele sale precise și adesea pline de umor ale vieții culturale daneze. Nørgaard a scris romane, compilații de eseuri și povestiri scurte.
Autobiografia copilăriei ei, Kun en pige (Doar o fată), a devenit un bestseller în 1992 și este considerată capodopera ei. Lucrarea a fost adaptată într-un lungmetraj în 1995.

## Viață și carieră
Din 1978 până în 1982, Nørgaard a creat și co-scris serialul de televiziune Matador. Serialul s-a concentrat pe personaje tipice daneze care trăiesc în orașul fictiv Korsbæk între 1929 și 1947. El a devenit cel mai de succes program TV din istoria daneză.
Nørgaard s-a angajat ca jurnalistă la ziarul Politiken⁠(d) în 1949 și a scris despre problemele casnice și ale femeilor. Din 1968 a lucrat la revista săptămânală Hjemmet, fiind redactor-șef din 1975 până în 1977. Articolele publicate de Nørgaard pentru revistă au devenit populare datorită prezentării critice și pline de umor ale aspectelor ce țin de vieța daneză.
Nørgaard a primit în 1982 premiul Publicistprisen pentru literatură de la Clubul Național de Presă din Danemarca. În 1992, ea a primit premiul De gyldne Laurbær (Dafinul de aur) ca scriitoare daneză a anului. În 1994 Nørgaard a primit titlul de cavaler în Ordinul Dannebrog.  Ea a împlinit 100 de ani pe 14 iunie 2017.
Nørgaard a murit la 1 ianuarie 2023, la vârsta de 105 ani.